# Špedicija
Špedicija je delatnost koja se bavi otpremanjem i dopremanjem dobara komitenta - nalogodavca. Reč špedicija potiče od latinske reči expedire što u bukvalnom prevodu znači odrešiti, urediti, dok se u praktičnoj primeni prevodi kao otpremiti ili poslati. Špedicija je logistička delatnost u sferi planiranja, oblikovanja, organizacije i realizacije robnih tokova i logističkih lanaca. Osnovni zadatak špeditera je da po nalogu svog komitenta - nalogodavca preuzme na sebe brigu oko otpreme i dopreme stvari i da pri tome obavi sve poslove uz naplatu odgovarajuće naknade. Jedan od važnih poslova špeditera je i ispostavljanje, pribavljanje i izdavanje dokumenata koje prate tok robe.
Za međunarodne robne i transportne tokove redovno su vezane sledeće grupe dokumenata: komercijalno-trgovačka, transporta, špediterska, dokumenta osiguranja, carinska, inspekcijska i bankarska.

## Špediterska dokumenta
Postoji pet različitih špediterskih potvrda a to su:
- FCR – špediterska potvrda.
- FCT – transportna potvrda.
- FBL – teretnica za kombinovani transport.
- FWR – skladišna potvrda
- SDT– potvrda pošiljaoca za prevoz opasne robe.

### Špediterska potvrda -FCR (Forwarding agent certificate of receipt)
To je potvrda špeditera da je robu primio sa neopozivim nalogom da istu otpremi primaocu ili stavi na raspolaganje primaocu, čime pošiljalac gubi pravo raspolaganja robom.

### Špediterska transportna potvrda -FCT (Forwarding agent certificate of transport)
To je potvrda špeditera o primljenoj robi i obavezi da istu preda u mestu opredeljenja
podnosiocu propisno indosiranog originalnog primerka. Ona predstavlja garanciju špeditera
primaocu ( kupcu ) da će roba biti nesmetano otpremljena iz zemlje izvoza, a prodavcu služi kao dokaz o izvršenoj obavezi iz kupoprodajnog ugovora i daje pravo na naplatu robe.

### Špediterska teretnica -FBL ( FIATA Combined Transport Bill of Lading )
Ona je priznata kao transportni dokument od Međunarodne trgovinske komore 1970. god. kao i u Jednoobraznim pravilima i običajima za dokumentarne akreditive. Izdavanje FBL predstavlja obavezu špeditera da izvrši
celokupan transport od mesta prijema do mesta isporuke, raznim transportnim sredstvima.

### FWR – Skladišna potvrda(FIATA Warehouse Receipt)
Dokument FWR može biti upotrebljen u mnogim skladišnim poslovima jer je razlika između prave skladišnice i FWR, skladišne potvrde, u pravnom
smislu mala. Kod izdavanja FWR detaljno se utvrđuju prava izdavaoca isprave, špeditera, prenos prava vlasništva i izdavanje robe uz prezentaciju FWR skladišne potvrde.

### Potvrda pošiljaoca za prevoz opasne robe - SDT
Ukoliko špediter ima posla sa prenosom opasnih proizvoda potrebne su mu detaljne informacije u vezi klasifikacije robe prema ADR za drumski prevoz, RID za prevoz železnicom i IMDG/IMO za brodski prevoz.